# Youri Burago
Youri Dmitrievitch Burago (en russe : Ю́рий Дми́триевич Бура́го transcription anglaise : Yuri Dmitrievich Burago; né le 21 juin 1936) est un mathématicien russe. Il travaille en géométrie différentielle et  convexe.

## Formation et carrière
Burago a étudié à l'l'Université de Leningrad, où il a obtenu son doctorat et son habilitation sous la direction de Victor Zalgaller (en) et Alexandre Alexandrov.
Youri est l'un des créateurs (avec ses étudiants Grigori Perelman et Anton Petrunin et Mikhaïl Gromov) de ce que l'on appelle aujourd'hui la géométrie d'Alexandrov. A également apporté des inégalités géométriques nouvelles.
Burago est le directeur du laboratoire de géométrie et de topologie qui fait partie du département de Saint-Pétersbourg de l'Institut de mathématiques Steklov.
Il y a dirigé les recherches de Grigori Perelman, qui a résolu la conjecture de Poincaré, l'un des sept problèmes du Prix du Millénaire.

## Prix et distinctions
En 2014, il est colauréat du  prix Leroy P. Steele avec son fils Dmitri Burago et Sergueï Ivanov dans la catégorie « vulgarisation mathématique » pour leur livre A Course in Metric Geometry.

## Publications
- Dmitrij Burago, Youri D. Burago et Sergueï Ivanov, A course in metric geometry, American Mathematical Society, coll. « Graduate studies in mathematics » (no 33), 2001, xiv + 415 (ISBN 978-0-8218-2129-9)
- Youri Burago et Victor Zalgaller (trad. A. B. Sossinsky.), Geometric Inequalities, Springer Verlag, coll. « Grundlehren der Mathematischen Wissenschaften » (no 285), 1988, xiv+ 331 (ISBN 3-540-13615-0, zbMATH 0633.53002)